# Гнеповская, Неонила Фёдоровна
Неонила Фёдоровна Гнеповская (укр. Неоніла Федорівна Гнеповська; 19 августа 1925 — 15 марта 2013) — советская и украинская актриса театра и кино.

## Биография
Неонила Фёдоровна Гнеповская родилась 19 августа 1925 года в Звенигородке Черкасской области в семье директора сахарного завода Фёдора Фёдоровича Гнеповского и Марии Григорьевны Гнеповской, но уже через полгода семья переехала в Киев, где её отец получил новое назначение.
После восьмилетней школы Гнеповская закончила Киевское государственное эстрадное училище и работала артисткой разговорного жанра на Киевской эстраде. Через какое-то время была принята выездной комиссией из Москвы в театральное училище имени Щепкина, которое закончила в 1954 году и уехала работать в Гомельский русский драматический театр.
В 1956 году снялась в роли Фимы в экранизации спектакля Киевского русского театра имени Леси Украинки «Дети солнца», после чего вошла в актёрский штат Киевской киностудии имени Довженко и работала там всю жизнь до расформирования киностудии в 1990-е годы. Сыграла около шестидесяти ролей в кино, среди которых: Ганка («Если бы камни говорили»), Ольга («Голубая стрела»), мать Марички («Тени забытых предков»), Фрося («Обратной дороги нет»), Дарья Семёновна («За твою судьбу»), Зотова («Рождённая революцией»). Много работала на дубляже, дублируя на украинский и русский языки, много ездила с концертными бригадами, печаталась в киевских газетах.
Умерла 15 марта 2013 года, похоронена на Лесном кладбище Киева.

### Семья
- Муж — Анатолий Кондратьевич Шпак, инженер-энергетик.
- Дочь — Наталья, окончила Киевский университет, заведующая кафедрой Киевской дипломатической академии.

## Фильмография

### Актриса
- 1956 — Дети солнца — Фима
- 1957 — Если бы камни говорили… — Ганка
- 1958 — Голубая стрела — Ольга, жена Карпенко (в титрах Н. Гниповская)
- 1958 — Сашко — мать Сашко
- 1958 — Флаги на башнях — эпизод
- 1962 — Среди добрых людей — врач
- 1964 — Космический сплав — эпизод
- 1964 — Лушка — судья
- 1964 — Сон — жена Ширяева (нет в титрах)
- 1964 — Тени забытых предков (укр. Тіні забутих предків) — мать Марички Гутенюк
- 1965 — Гадюка — женщина на собрании (нет в титрах)
- 1965 — Акваланги на дне — эпизод
- 1965 — Хочу верить — мама Толика, соседка Олексичей
- 1966 — К свету — мать
- 1968 — День ангела — дама с бриллиантами (нет в титрах)
- 1970 — Обратной дороги нет — Фрося, сожительница Сыромягина
- 1970 — Сады Семирамиды — Оксана
- 1970 — Секретарь парткома — Марьяна
- 1970 — Смеханические приключения Тарапуньки и Штепселя — распорядительница на выставке
- 1971 — Инспектор уголовного розыска — Лорочка, администратор гостиницы
- 1972 — За твою судьбу — Дарья Семёновна
- 1972 — Ночной мотоциклист — жена Комаровского
- 1973 — Дед левого крайнего (укр. Дід лівого крайнього) — мать невесты
- 1973 — Каждый день жизни — мать Григория
- 1973 — Новоселье — жена Кируса
- 1974 — Агония — эпизод
- 1974 — Анна и командор — врач
- 1974 — Трудные этажи — эпизод
- 1974 — Юркины рассветы — женщина на остановке, попутчица Юрия
- 1975 — Красный петух Плимутрок — покупательница на базаре
- 1976 — Переходим к любви — участница совещания
- 1976 — Праздник печёной картошки — докторша
- 1976 — Днепровский ветер (новелла «На косе») — колхозница
- 1977 — Рождённая революцией — Зотова
- 1977 — Весь мир в глазах твоих (укр. Весь світ в очах твоїх) — хозяйка Маратика
- 1977 — Право на любовь — мать Христины
- 1977 — Приглашение к танцу — мать Ольги
- 1978 — Алтунин принимает решение — мать Алтунина
- 1978 — Подпольный обком действует — Антонина Васильевна, секретарь
- 1978 — Предвещает победу — мать Зины
- 1979 — Выгодный контракт — участница совещания
- 1979 — Дождь в чужом городе — эпизод
- 1979 — Поездка через город — продавщица (нет в титрах)
- 1979 — Семейный круг — судебный заседатель
- 1980 — Долгие дни, короткие недели — массовик в санатории
- 1981 — Капель — эпизод
- 1982 — Казнить не представляется возможным — эпизод
- 1984 — Благие намерения — эпизод
- 1984 — Всё начинается с любви — эпизод
- 1984 — Единица „с обманом“ — бабушка Таси
- 1984 — Если можешь, прости… — зрительница
- 1985 — Володя большой, Володя маленький — эпизод
- 1985 — Осенние утренники — эпизод
- 1985 — Поклонись до земли — эпизод
- 1986 — К расследованию приступить (Фильм второй. «Клевета») — эпизод
- 1986 — Одинокая женщина желает познакомиться — работница ателье
- 1988 — Помилуй и прости — мать Юли
- 1990 — Ивин А. — деревенская баба
- 1990 — Распад — женщина в очереди на вокзале

### Озвучивание
- 1974 — Джек в Стране чудес (Япония; мультфильм) — мать (дублирование)
- 1986 — История о девочке, наступившей на хлеб (мультфильм)